# Martin Eugen Ekström
Martin Eugen Ekström (Gålsbo, 6 dicembre 1887 – Helsinki, 28 dicembre 1954) è stato un militare e politico svedese.
Divenne il leader del Nationalsocialistiska Blocket, un partito politico nazional-socialista svedese
Divenuto tenente colonnello Ekström guidò il 3º gruppo di battaglia  del corpo volontario svedese nella guerra d'inverno.